# Роуз Хил (округ Ферфакс, Вирџинија)
Роуз Хил (енгл. Rose Hill, Fairfax County) насељено је место без административног статуса у америчкој савезној држави Вирџинија.

## Демографија
По попису из 2010. године број становника је 20.226, што је 5.168 (34,3%) становника више него 2000. године.
| Група             | 2000.          | 2010.          |
| Белци             | 10.301 (68,4%) | 11.238 (55,6%) |
| Афроамериканци    | 1.434 (9,5%)   | 2.225 (11,0%)  |
| Азијати           | 1.277 (8,5%)   | 1.989 (9,8%)   |
| Хиспаноамериканци | 1.604 (10,7%)  | 4.220 (20,9%)  |
| Укупно            | 15.058         | 20.226         |